# Даскаліо
Даскаліо — острів в Егейському морі, знаходиться неподалік від західного узбережжя більшого острова Керос. Острів належить Греції та є частиною Кіклади.
Розкопки проєкту Кембридж Керос в 2008 р. виявили велике поселення бронзової доби.